# ぼっちゃまは今日もイジられる
『ぼっちゃまは今日もイジられる』（ぼっちゃまはきょうもイジられる）は、ヨウハによるおねショタ漫画作品。コミックスマート配信の『GANMA!』にて2015年11月24日から2019年4月10日まで隔週水曜日に連載された。ちなみに2019年1月30日に最終話84話が、同年2月27日から4月10日まで番外編（85話から88話）が配信されている。
また単行本は一迅社より既刊2巻が刊行されている。

## あらすじ
朱雀院家の屋敷では、朱雀院家の坊ちゃまで男子小学生のワタルがちょっぴりセクシーでショタコンな使用人（メイド）のホカノと2人きりでいると、ホカノにイジられるのであった。

## 登場人物
声優はドラマＣＤ版のもの。
朱雀院渉〈ワタル〉（すざくいん わたる）
声 - 村瀬歩
真面目でしっかり者の男子小学生。大手玩具メーカー「フェニックス」の社長の一人息子。漢字表記については30話の通知表から読み取れる。
外囿ホカノ〈ホカノ〉（ほかぞの ほかの）
声 - 東山奈央
朱雀院家の使用人（メイド）でショタコン。普段は使用人の仕事をそつなくこなすが、ワタルと2人きりでいるとワタルをイジって楽しんでいる。
ワタルが絡むと大人げない。
本項でもそうであるように、ショタコンと表現されることが多いが、ワタル以外のショタには興味を示さないため、正確にはワタコンである。このことは作者も認めている。
雛見陽菜花〈ヒナ〉（ひなみ ひなか）
ワタルのクラスメイトの女子小学生。ワタルに好意を持っており、ホカノを悪魔扱いしている。
有栖坂橙子〈トーコ〉（ありすざか とおこ）
ワタルのクラスメイトの女子小学生で陽菜花の友人で委員長。メガネっ子で運動は苦手。ケンショーに好意を持っている。
ケンショー
ワタルの友人の男子小学生でクラスメイト。好きな四文字熟語を聞かれて「焼肉定食」と答えるアホの子。
はっきりとした描写はないが、恐らく有栖坂橙子に好意を持っている。
ルイ
ワタルの友人の男子小学生。ネガティブ。
白虎遊姫〈ユウキ〉（しろとら ゆうき）
声 - 小倉唯
超大手ゲームメーカー「TAIGA」社長の一人娘。天然でアホの子。ワタルに好意をもっており、猫田のせいで許嫁と勘違いしている。ワタルとは別の学校。
猫田（ねこた）
声 - 東内マリ子
白虎家ボディーガードの女性。慇懃無礼な部分がある。
紫桃小愛〈サエ〉（しとう さえ）
声 - 種﨑敦美
朱雀院家の家庭教師の女性。ホカノ以上のショタコンかつ変態で13才以上には興味がないと公言する危険人物。
翠川昴〈スバル〉（みどりかわ すばる）
声 - 田村睦心
ホカノの幼馴染の女子大生。容姿や名前のせいもあり、よくイケメン男性に間違われる。
朱雀院タケル（すざくいん たける）
ワタルの父。大手玩具メーカー「フェニックス」の社長。
朱雀院千和（すざくいん ちわ）
ワタルの母。大手玩具メーカー「フェニックス」の社長秘書。
外囿ソノカ（ほかぞの そのか）
ホカノの妹で高校1年。シスコン。

## 書誌情報
- ヨウハ 『ぼっちゃまは今日もイジられる』（一迅社〉、既刊2巻（2017年5月27日現在）
  1. 2016年9月27日発売、ISBN 978-4-7580-6621-1
  2. 2017年5月27日発売、ISBN 978-4-7580-6659-4